# ラムヌロキナーゼ
ラムヌロキナーゼ(Rhamnulokinase、EC 2.7.1.5)は、以下の化学反応を触媒する酵素である。
ATP + L-ラムヌロース {\displaystyle \rightleftharpoons } ADP + L-ラムヌロース-1-リン酸
従って、この酵素の基質はATP、L-ラムヌロースの2つ、生成物はADP、L-ラムヌロース-1-リン酸の2つである。
この酵素は転移酵素、特にアルコールを受容体とするホスホトランスフェラーゼに分類される。この酵素の系統名は、ATP:L-ラムヌロース 1-ホスホトランスフェラーゼ(ATP:L-rhamnulose 1-phosphotransferase)である。この酵素は、ペントースとグルクロン酸の相互変換及びフルクトースとマンノースの代謝に関与している。

## 構造
2007年末時点で、この酵素の4つの構造が解明されている。蛋白質構造データバンクのコードは、2CGJ、2CGK、2CGL及び2UYTである。